# ماكميلان (ويسكونسن)
ماكميلان (بالإنجليزية: McMillan, Wisconsin)‏ هي بلدة تقع بولاية ويسكونسن في الولايات المتحدة. تبلغ مساحتها 89 (كم²)، وترتفع عن سطح البحر 384 م، بلغ عدد سكانها 1968 نسمة في عام 2010 حسب إحصاء مكتب تعداد الولايات المتحدة .

## وصلات خارجية
- townofmcmillan.com
- The US50 - Cities and Towns in Wisconsin State
- Wisconsin Cities and Towns, Facts, Map, Flag, Colleges, Government, and More